# ジーレンバッハ
ジーレンバッハ (ドイツ語: Sielenbach) はドイツ連邦共和国バイエルン州シュヴァーベン行政管区のアイヒャッハ＝フリートベルク郡に属す町村（以下、本項では便宜上「町」と記述する）で、ダージング行政共同体を構成する自治体の一つである。この町は第三紀の丘陵地に形成されたエックハナ川の渓谷に位置し、郡庁所在地のアイヒャッハから南東約7kmにあたる。

## 地理

### 自治体の構成
この町は、公式には12の地区 (Ort) からなる。このうち小集落や孤立農場などを除く集落を以下に列記する。
- シャーフハウゼン
- ジーレンバッハ
- テッテンリート

## 歴史

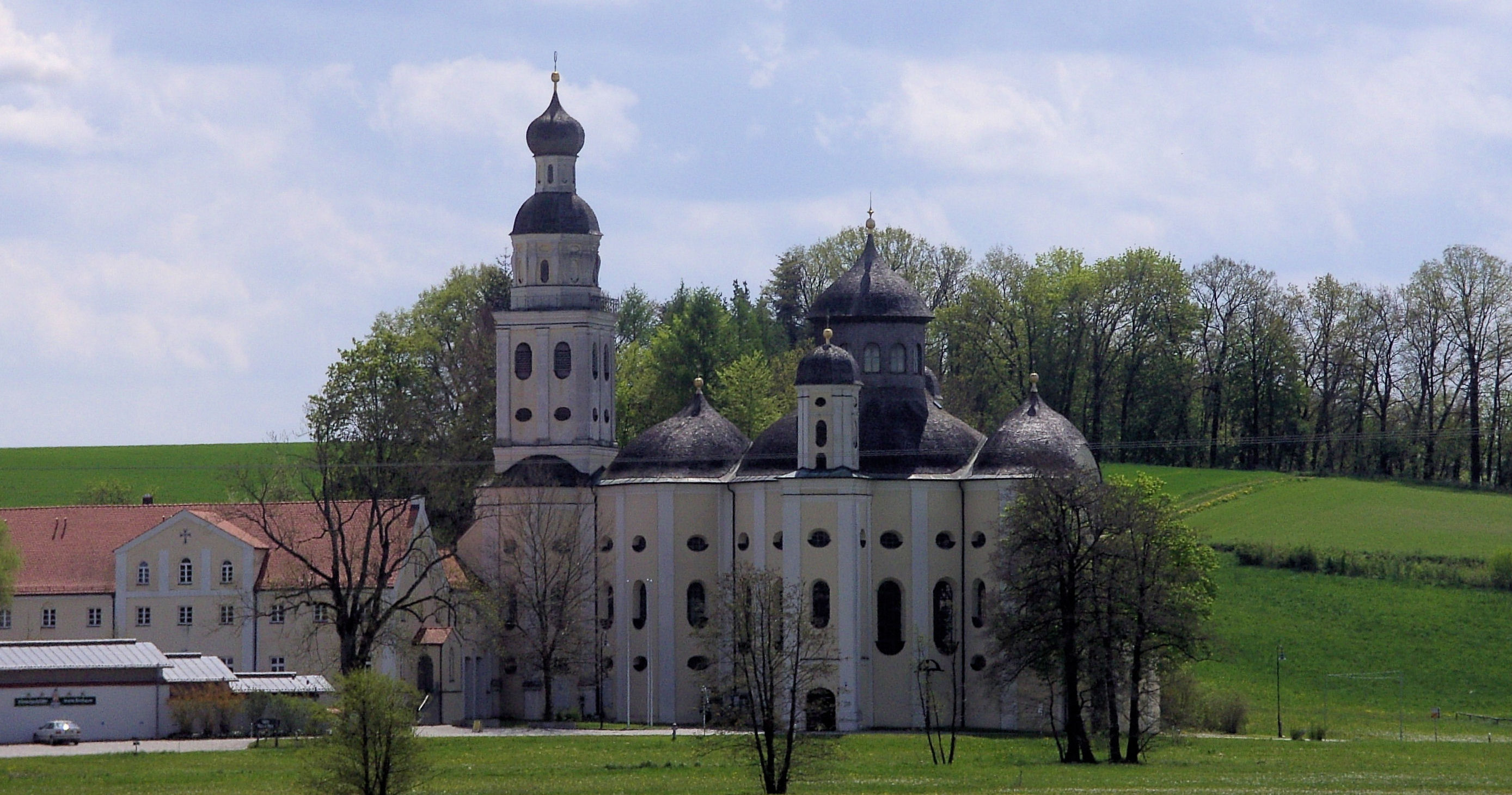
ナシの木のマリア巡礼教会

12世紀には Sielepach、Suolempach、Syelenpach と表記されており、Sielenbach という名前は1241年から現れる。しかし、その後も Sylenpach、Siellenpach といった表記がなされている。11世紀から12世紀にはアルトミュンスター修道院がジーレンバッハに多くの農場を有しており、1518年からはヴァイヒス家がジーレンバッハに所領を経営している。1611年にドイツ騎士団のブルーメンタール管区長がこのヴァイヒス家の所領を獲得した。シュトゥンツベルク古城は三十年戦争中の1632年にスウェーデン軍によって破壊された。世俗化によって1803年にブルーメンタールのドイツ騎士団の館は閉鎖された。教区の聖職者推薦権はバイエルン大公のものとなり、ジーレンバッハは行政上独立した自治体となった。中空のナシの木の聖像に関する伝説に基づき、1661年から1668年にナシの木のマリア巡礼教会が創設された。この教会の運営は初めドイツ騎士団が行ったが、19世紀から20世紀にはカプチン会が担当した。1998年からはドイツ騎士団が再びナシの木のマリア教会を運営しており、修道院の建物を改築して巡礼を再生した。ジーレンバッハの町は現在、アイヒャッハ＝フリートベルク郡で最も長い街道町である。自治体としてのジーレンバッハは、以前からシャフハウゼン、ラーダーシュテッテン、アイネーデン、ゴレンホーフ、シェーンベルクといった集落を包含している。1972年の市町村再編では隣接していたテットテンリート（ハスラッハ集落を含む）とシュレーテンローがジーレンバッハに合併した。これらを含め、この町の人口は約1,450人、面積は17.87km2で、アイヒャッハからアウトバーンA8号線（ミュンヘン - シュトゥットガルト）を結ぶ州道2338号線に面している。

## 行政

### 議会
町議会は第1町長と12人の議員からなる。

### 紋章
図柄: 銀地と青地に上下二分割。上部は端から端までの先広十字で、交差部に金のユリ。下部は左向きの銀の楔形模様。

### 姉妹都市
- サン＝フランボー＝ド＝プリエール（フランス、マイエンヌ県）1992年

## 見所
広く知られているのは、バロック建築のナシの木のマリア巡礼教会である。この教会は、隣接するブルーメンタールのドイツ騎士団管区長フィリップ・ヤーコプ・フォン・カルテンタールによって1661年から1668年の間に建設された。

## 引用
1. ↑  https://www.statistikdaten.bayern.de/genesis/online?operation=result&code=12411-003r&leerzeilen=false&language=de Genesis-Online-Datenbank des Bayerischen Landesamtes für Statistik Tabelle 12411-003r Fortschreibung des Bevölkerungsstandes: Gemeinden, Stichtag (Einwohnerzahlen auf Grundlage des Zensus 2011)
2. ↑  Bayerische Landesbibliothek Online